# Lenguas penutíes de Oregón
Las lenguas penutíes de Oregón constituyen un subgrupo extinto de las lenguas penutíes propuesto por Sapir y cuyo parentesco genético no está todavía del todo claro. De las seis lenguas que habrían formado originalmente este grupo, en la actualidad sólo sobrevive el Coos con unas decenas de hablantes.

## Historia
No se conocen con precisión las relaciones internas entre las lenguas penutias de Oregón. Se da por hecho, por ejemplo, que el Takelma y el Kalapuya están directamente relacionados, y se considera que el parentesco del Takelma con el Coos es altamente probable. Por otra parte la propuesta de que las lenguas de la costa forman un grupo (Penutio oregoniano de la costa) parece altamente problemático: la relación entre El Siuslaw y el Alsea debe ser reconsiderada admitiendo la posibilidad de préstamos masivos entre estad dos lenguas en diferentes momentos.

## Características comunes
A diferencia de lo que sucede con el penutio californiano, las lenguas penutíes de Oregón presentan bastante homogeneidad, y se han señalado numerosas construcciones paralelas en estas lenguas. Debido a que las fonologías de muchas de las lenguas de este grupo sólo se conocen superficialmente, sólo ha sido posible establecer un número limitado de correspondencias fonéticas. En esas condiciones sólo la comparación morfológica parece ofrecer actualmente una vía para clasificar estas lenguas.
Los inventarios fonológicos de las lenguas penutias de Oregón, son usualmente más numerosos que los de las lenguas penutias californianas.

### Gramática
La siguiente es una lista comparativa de los pronombres:
| GLOSA               | Takelma | Kalapuya | Siuslaw                   | Coos  |
| ------------------- | ------- | -------- | ------------------------- | ----- |
| 1ª persona singular | gi      | ʧi       | na'han                    | ka    |
| 2ª persona singular | ma      | maha     | nixats                    | me    |
| 3ª persona singular | ak'     | koka     | sà                        | wa    |
| 1ª persona plural   | goum    | soto     | nanɬ (inc.) na'xan (exc.) | mak   |
| 2ª persona plural   | map     | miti     | ni'xatstcî                | makan |
| 3ª persona plural   | ai      | kinuk    | sànx                      | uti   |

### Comparación léxica: numerales
Los numerales del 1 al 10 son:
| GLOSA | Takelma[5]         | kalapuya[6] | Siuslaw    | Coos[7]   | Alsea[8]                 | Forma reconstruida |
| ----- | ------------------ | ----------- | ---------- | --------- | ------------------------ | ------------------ |
| 1     | mī'sga             | tawna       | alq        | yı̂xēˡ´    | qaaītskit                |                    |
| 2     | gā'm <*ka·m(i)     | kēme <*kāmi | xāts!ū     | yû´xwa    | xeʼʟkˑ                   | *kāmi *xa-         |
| 3     | xi'bini` <*xùpsiní | psen <*psin | cī'nx      | yı̂´psᴇn   | psinʟx                   | *-psin-            |
| 4     | gamga'm            | *tapa       | xā'ts!ūn   | he´cʟʲʟ   | tsūʼnkˑxatsuxt, tsūnkˑx- |                    |
| 5     | dẽhal              | *wān        | ʟxa'ps     | katʽᴇ´mîs | sūdāᵃʼst                 |                    |
| 6     | haī-mīs            | ta'fo       | qatīmx     | 1+wı̂eq    | ɫaqaīʼst                 |                    |
| 7     | haī-gām            | psin-mīwē'  | 2 + qtā'mx | 2+wîeq    | 2+ɫaqaīʼst               | *kā- + 5           |
| 8     | haī-xin            |             | 3 + qtā'mx | 1+ahäɬ    | 3+ɫaqaīʼst               | *psin + 5          |
| 9     | haī-go`            | kwī'sta     | a'lqxaut   | 2+ahäɬ    | xamwaᵋlaskˑ              |                    |
| 10    | i'xdīl             |             | kīxEs      | ʟepqǃa´nî | saū'tist                 |                    |